# László Fábián
László Fábián (Budapest, 18 febbraio 1963) è un ex pentatleta e schermidore ungherese.

## Palmarès
In carriera ha conseguito i seguenti risultati:
- Giochi olimpici:

Seul 1988: oro nel pentathlon moderno a squadre.
- Mondiali:

Warendorf 1983: argento nel pentathlon moderno a squadre.
Melbourne 1985: argento nel pentathlon moderno a squadre.
Montecatini 1986: argento nel pentathlon moderno a squadre.
Moulins 1987: oro nel pentathlon moderno a squadre e bronzo individuale.
Budapest 1989: oro nel pentathlon moderno individuale ed a squadre.
Lahti 1990: argento nel pentathlon moderno staffetta a squadre.
San Antonio 1991: oro nel pentathlon moderno staffetta a squadre e bronzo a squadre.
Darmstadt 1993: oro nel pentathlon moderno staffetta a squadre ed argento individuale.
Sheffield 1994: oro nel pentathlon moderno staffetta a squadre.
- Europei

Umeå 1989: argento nel pentathlon moderno individuale.
Roma 1991: oro nel pentathlon moderno a squadre e staffetta a squadre e bronzo individuale.
Sofia 1993: oro nel pentathlon moderno a squadre e staffetta a squadre e argento individuale.